# Robyn Selby Smith
Robyn Selby Smith, Avstralska veslačica, * 26. november 1980, Melbourne.
Med drugim je Robyn za Avstralijo nastopila tudi na Poletnih olimpijskih igrah 2012 v Londonu.